# Outer Banks (serial telewizyjny)
Outer Banks – amerykański serial przygodowy dla nastolatków, który miał swoją premierę na Netflixie 15 kwietnia 2020 roku. Drugi sezon serialu ukazał się 30 lipca 2021, natomiast trzeci sezon pojawił się na platformie 23 lutego 2023, 10 października 2024 dodano pierwszą część czwartego sezonu (5 odcinków), kolejne 5 pojawiło się w serwisie 7 listopada. Serial został przedłużony o piąty i ostatni sezon.

## Fabuła
Serial opowiada o grupie nastolatków na Outer Banks, którzy znani są jako "Płotki" i są zdeterminowani, aby dowiedzieć się, co się stało z zaginionym ojcem członka grupy, Johna B. Po drodze, odkrywają legendarny skarb, który jest z nim związany. Ścigani przez prawo i bogatych "Snobów" starają się pokonać przeszkody, takie jak narkotyki, miłość, przyjaźń, pieniądze.

## Obsada
Główni:
- Chase Stokes jako John B Routledge
- Madelyn Cline jako Sarah Cameron
- Madison Bailey jako Kiara Carrera
- Jonathan Daviss jako Pope Heyward
- Carlacia Grant jako Cleo
- Rudy Pankow jako JJ Maybank
- Austin North jako Topper Thornton
- Charles Esten jako Ward Cameron
- Caroline Arapoglou jako Rose
- Drew Starkey jako Rafe Cameron
- Julia Antonelli jako Wheezie Cameron
- Samantha Soule jako Anna Carrera
- E. Roger Mitchell jako Heyward
- Marland Burke jako Mike Carrera
- Cullen Moss jako zastępca szeryfa Shoupe

Pozostali:
- Nicholas Cirillo jako Barry
- Fiona Palomo jako Sofia
- Charles Halford jako Big John
- Andy McQueen jako Carlos Singh
- Elizabeth Mitchell jako Carla Limbrey
- Adina Porter jako szeryf Peterkin
- Gary Weeks jako Luke Maybank
- Jesse C. Boyd jako Renfield
- Lou Ferrigno Jr. jako Ryan
- Mary Rachel Dudley jako dr Thornton
- Deion Smith jako Kelce
- Brian Stapf jako Cruz
- Chelle Ramos jako zastępca szeryfa Plumb
- Terence Rosemore jako kapitan Terrance
- Brad James jako agent(inne języki) Bratcher
- CC Castillo jako Lana Grubbs
- Rob Mars jako zastępca szeryfa Thomas